# Премиса
Премиса је исказ да ће тврдња аргумента изазвати или оправдати закључак. Другим речима, премиса је претпоставка да је нешто истина. У логици, аргумент захтева скуп (барем) две декларативне реченице (или "пропозиције") познатих као премиса заједно са другом декларативном реченицом (или "пропозицијом") познатом као закључак. Ова структура од две премисе и једног закључка формира основну аргументациону структуру. Комплекснији аргументи могу користити низ правила за повезивање неколико премиса у један закључак, или извући низ закључака из првобитних премиса који онда делују као премиса за додатне закључке. Пример за то је употреба правила закључивања унутар симболичке логике.
Аристотел је сматрао да се сваки аргумент може свести на две премисе и закључак. Премисе су понекад неутврђене, у ком случају се називају недостајућим премисама, на пример:
Сократ је смртан јер су сви људи смртни.
Очигледно је да је прећутно схваћена тврдња да је Сократ човек. Потпуно изражено мишљење је:
Пошто су сви људи смртни и Сократ је човек, Сократ је смртан.
У овом примеру, независни чланови пре зареза (наиме "сви људи су смртни" и "Сократ је човек") су премисе, док је "Сократ је смртан" закључак.
Доказ закључка зависи и од истинитости премиса и од ваљаности аргумента. Такође, потребне су додатне информације изнад значења премисе да би се утврдило да ли се пуни смисао закључка подудара са оним што јесте.
За Еуклида, премисе чине две од три пропозиције у силогизму, док је други закључак. Ове тврдње садрже три термина: предмет закључка, предикат закључка и средњи термин. Предмет закључка назива се споредни термин, док је предикат главни термин. Премиса која садржи средњи термин и главни термин назива се главна премиса, док премиса која садржи средњи термин и споредни термин назива се споредна премиса.
Премиса такође може бити индикаторска реч ако су изјаве комбиноване у логички аргумент и такве функције речи означавају улогу једне или више изјава. То указује на то да је изјава, која је приложена, премиса.